# رابرت ریچاردسون
رابرت ریچاردسون (انگلیسی: Robert Richardson; ۲ مارس ۱۹۲۹ – ۲۱ نوامبر ۲۰۱۴) فرد نظامی اهل بریتانیا بود. وی همچنین برندهٔ جوایزی همچون نشان حمام، نشان امپراتوری بریتانیا و نشان سلطنتی ویکتوریایی شده‌است.